# Seasons in the Abyss
Seasons in the Abyss peti je studijski album američkog thrash metal sastava Slayer, objavljen 9. listopada 1990. godine.

## O albumu
Ovo je zadnji album snimljen s bubnjarom Daveom Lombardom, dok se nije vratio 2006. godine. Nalazio se na 40. mjestu Billboard 200 top ljestvice, te je 1992. godine dobio zlatnu nakladu zbog prodanih više od 500.000 primjeraka u SAD-u. Glavne teme pjesama su rat, ubojstvo, krv te ljudske slabosti.

## Popis pjesama
| 1.    | »War Ensemble«         | Tom Araya, Jeff Hanneman | Hanneman       | 4:54 |
| 2.    | »Blood Red«            | Araya                    | Hanneman       | 2:50 |
| 3.    | »Spirit in Black«      | Kerry King               | Hanneman       | 4:07 |
| 4.    | »Expendable Youth«     | Araya                    | King           | 4:10 |
| 5.    | »Dead Skin Mask«       | Araya                    | Hanneman       | 5:20 |
| 6.    | »Hallowed Point«       | Araya, Hanneman          | Hanneman, King | 3:24 |
| 7.    | »Skeletons of Society« | King                     | King           | 4:41 |
| 8.    | »Temptation«           | King                     | King           | 3:26 |
| 9.    | »Born of Fire«         | King                     | Hanneman, King | 3:07 |
| 10.   | »Seasons in the Abyss« | Araya                    | Hanneman       | 6:42 |
| 42:23 |                        |                          |                |      |

## Osoblje
Slayer
- Tom Araya – bas-gitara, vokal
- Jeff Hanneman – gitara
- Kerry King – gitara
- Dave Lombardo – bubnjevi